# Poulet-bicyclette
« Poulet-bicyclette » est une expression du français populaire d'Afrique subsaharienne pour désigner la volaille locale, non congelée et non importée, à la différence du poulet communément connu au Bénin sous le vocable de poulet-morgue. Laissé en liberté et élevé en plein air dans la nature, c’est un animal rustique, à croissance très lente. Il est nourri à l’aide des végétaux issus des restes de récolte et de ménage.

## Origine

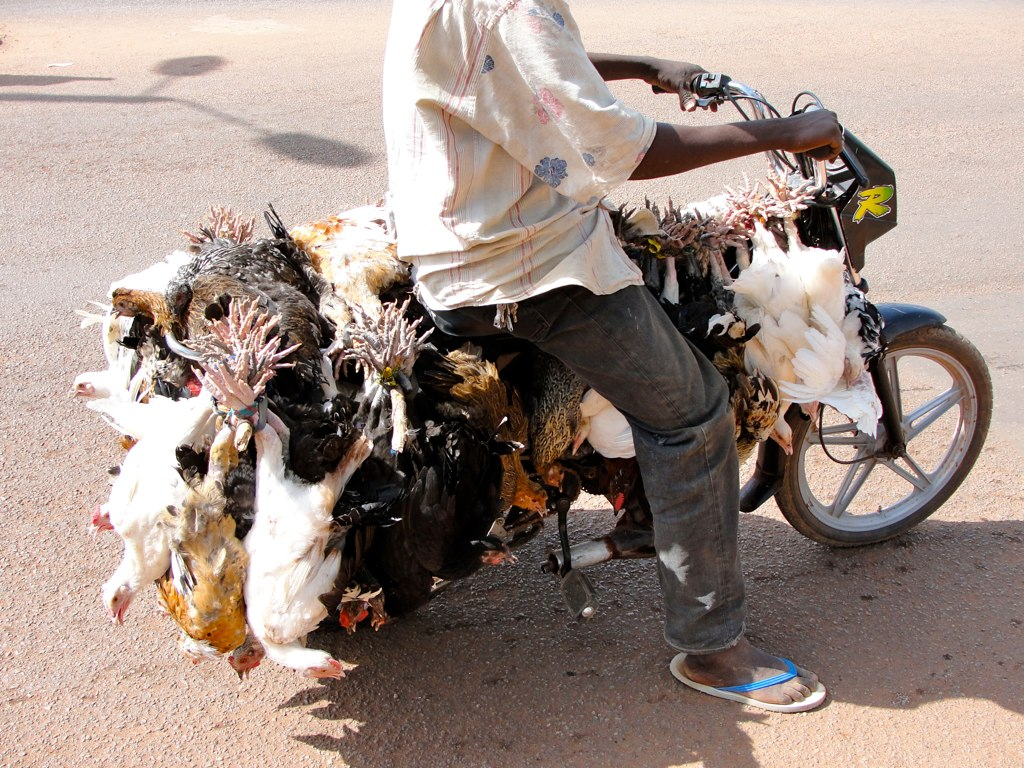
La mobylette remplace parfois la bicyclette, ici au Burkina Faso.

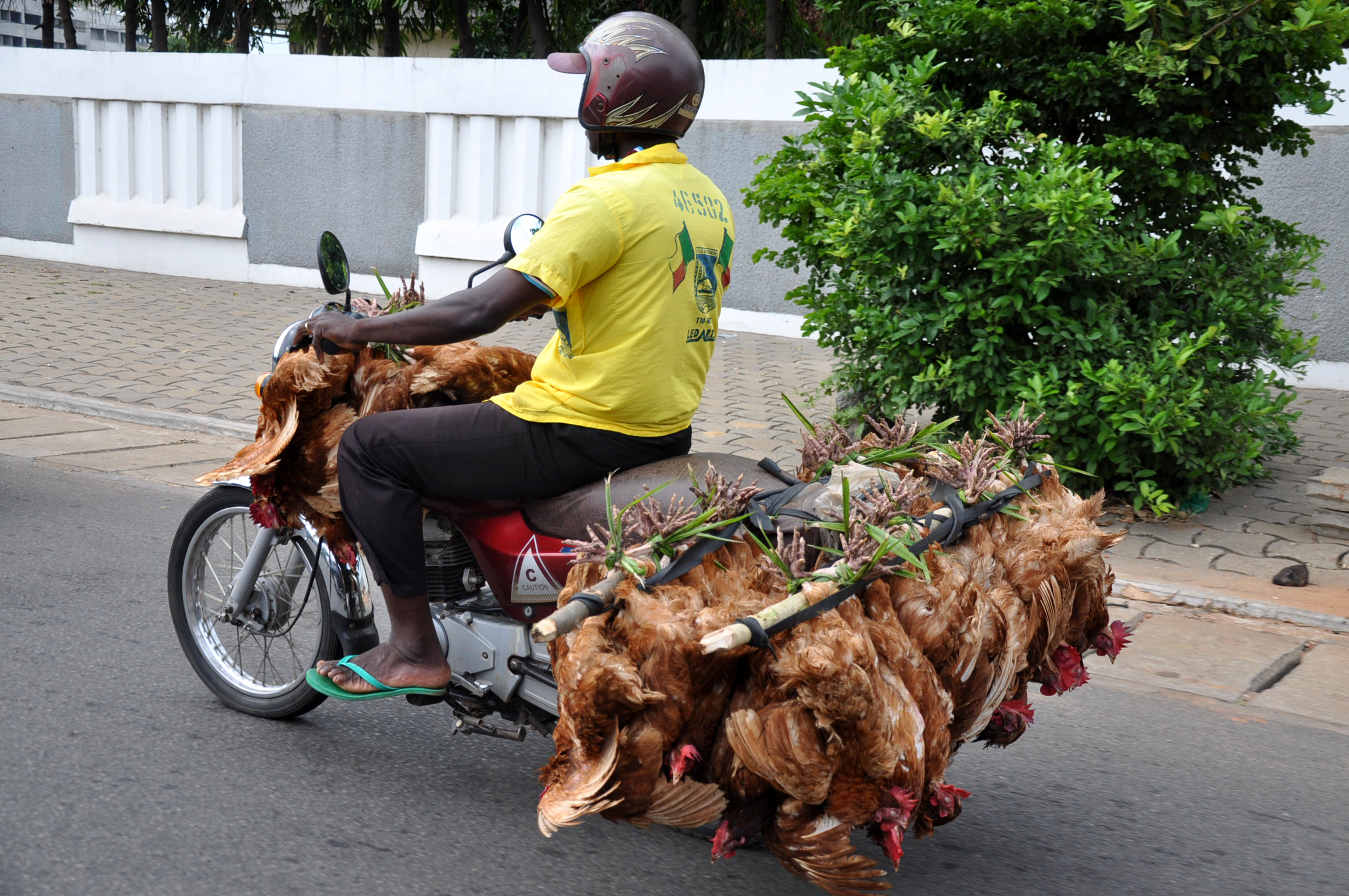
Transport motorisé au Bénin.

L'expression provient de la démarche rapide et saccadée du poulet. Par ailleurs, le nom « poulet-bicyclette » rappelle que le poulet local court toute la journée comme une bicyclette à la recherche de sa nourriture et retourne dans son poulailler à la fin de la journée.
Une autre explication, souvent avancée, fait référence aux vendeurs de poulets qui se déplacent à vélo, du village vers le marché,, transportant parfois jusqu'à une vingtaine de volailles.

### Autres appellations
Le poulet-bicyclette est connu sous différents noms selon les pays : poulet dur, grand-père des poulets du village (au Burkina Faso), poulet de brousse (en Côte d'Ivoire), poulet local, etc.

## Caractéristiques
Le poulet-bicyclette est élevé dans un environnement naturel, il sort du poulailler le matin tôt et y revient au crépuscule. La chaîne de production n'utilise pas d'intrants tels que les hormones, les antibiotiques, les farines pour son alimentation. Sa croissance est lente, demandant plus de cent-vingt jours ; la viande est plus goûteuse et savoureuse que celle du poulet conventionnel à croissance rapide[réf. nécessaire].

## Économie
La production avicole locale d'Afrique de l'Ouest est en croissance depuis la fin du xxe siècle et le début du xxie siècle, s'appuyant notamment sur la demande croissante des marchés urbains.